# Beenderlaag
Beenderlagen of bonebeds (ook wel bone beds) zijn dunne lagen sedimentair gesteente, waarin zich grote opeenhopingen gefossiliseerde beenderen, schubben en tanden bevinden. De meeste beenderlagen bestaan uit fijnkorrelige zandsteen of kalksteen. Beenderlagen ontstaan wanneer de voortdurende werking van waterstromingen de normale opbouw van de afzettingslagen in de weg heeft gestaan. Beenderlagen zijn rijk aan fosfaten, die een belangrijk product zijn voor de meststofindustrie.

## Bekende bone beds
- Centrosaurus apertus-beenderlagen : De Hilda mega-beenderlaag is een van de grootste beenderlagen (Engels : bone beds[1]) met dinosauriërs ter wereld. Het werd tijdens het Boven-Krijt afgezet en bestaat uit een cluster van minstens veertien afzonderlijke beenderlagen langs beide oevers van de South Saskatchewan River ten westen van de stad Hilda in Zuid-Alberta (Canada). De mega-beenderlaag beslaat in totaal minstens 2,3 km² en bevat de resten van enkele duizenden gehoornde dinosauriërs van de soort Centrosaurus apertus.
- Charonosaurus : In de Yuliangze-formatie bij het dorp Jiayin (Provincie Heilongjiang, Noordoost-China) werden bone beds ontdekt die over meerdere tientallen vierkante meter verspreid zijn en die voor het grootste deel uit beenderen van Charonosaurus jiayinensis bestaan. Deze beenderlagen bevatten talrijke skeletten van zowel jonge als volwassen dieren.
- Cleveland Lloyd Dinosaur Quarry : er wordt algemeen aangenomen dat de Cleveland Lloyd Dinosaur Quarry een "predatorval" was (Engels: "predator trap"). Grotere solitaire Theropoda (vooral Allosaurus fragilis) op zoek naar prooi en/of aas werden aangetrokken door stervende dieren en door karkassen van in modder vastgelopen dieren (meestal kleinere individuen van hun eigen soort) en kwamen eveneens om in de zuigende modder.
- Dalton Wells Dinosaur Quarry : is een opeenhoping van beenderen van vooral Sauropoda door massale sterfte ten gevolge van droogte. Kadavers in verschillende stadia van ontbinding accumuleerden vlak bij een ondiep meer in een periode van meerdere jaren. De beenderen werden door minstens drie opeenvolgende en omvangrijke modderstromen meegesleurd en na een kort transport van enkele tientallen tot enkele honderden meters afgezet in een ondiep meer.
- Dry Mesa Dinosaur Quarry : de uitgebreide en veel voorkomende bone beds van Dinosauria in de Morrison Formation kunnen verklaard worden door repetitieve massale sterfte ten gevolge van extreme droogte in een semi-aride klimaat. Grote aantallen dieren van meer dan 20 geslachten Dinosauria werden aangetrokken door steeds kleiner wordende drinkplaatsen en stierven daar door uithongering en uitdroging, of vielen ten prooi aan predatoren. Deze massale sterfte resulteerde in een aanzienlijke opeenhoping van beenderen van vooral Dinosauria. Na de droogte raasde een stortvloed over het gebied en nam sedimenten, overvloedig skeletmateriaal en levende dieren met zich mee, welke in een topografische laagte opeengehoopt werden.
- Ghost Ranch Coelophysis Quarry : vele duizenden dieren van een zeer grote kudde of groep Coelophysis (Dinosauria, Saurischia, Theropoda, Coelophysoidea, Coelophysidae) werden door een stortvloed afkomstig van een rivier of stroom in een lager gelegen, ondiepe stroombedding of vijver gespoeld en door sediment overdekt.
- Howe Dinosaur Quarry : de vorming van dit bone bed wordt toegewezen aan een extreme droogte, waardoor verzwakte dieren (vooral Sauropoda) geconcentreerd werden rond een modderige drinkplaats waarin zij vast kwamen te zitten en uiteindelijk omkwamen door uitdroging, verhongering en predatie. Hun resten werden vrij snel met sediment overdekt door één of meerdere stortvloeden op het einde van de droogteperiode.
- Iguanodon bernissartensis-beenderlagen : De Iguanodon bernissartensis beenderlagen (bone beds) werden in 1878 door mijnwerkers ontdekt in een doline (de "Cran du Midi") in de steenkoolmijn "La Fosse Sainte-Barbe" van het dorpje Bernissart op 15 km van Mons in de Belgische provincie Henegouwen (Bekken van Mons). De beenderlagen bevatten onder meer minstens 38 skeletten van de Ornithopode Dinosauriër Iguanodon bernissartensis Boulenger (1881) en zijn ongeveer 126 tot 125 miljoen jaar oud (Bovenste-Barremien tot Onderste-Aptien, Onder-Krijt). Er werden verschillende hypothesen opgesteld over de specifieke geologische en paleo-ecologische kenmerken van het gebied van het paleomeer van Bernissart die tot de massale sterfte van de Iguanodons leidden. Op basis van sedimentologische en tafonomische data lijken de theorieën over natuurlijke doodsoorzaken (predatie, ziekte, ouderdom, ...) en de theorieën over verstikking minder waarschijnlijk dan de theorieën over massale sterfte door verdrinking en/of natuurlijke intoxicatie. Dit laatste betreft contaminatie van de aquatische habitat door opwellende sulfaatrijke zouten in het water van het paleomeer of door giftige stoffen van biologische oorsprong.
- Olorotitan arharensis : Het skelet van het holotype van Olorotitan arharensis, AEHM 2/845, werd liggend op de linkerzijde aangetroffen in een bonebed waarvan de dikte nergens anderhalve meter overschrijdt, maar het oppervlak van het bonebed beslaat minstens 1.000 m². Het bestaat uit een mengeling van skeletten van hadrosaurine dinosauriërs die gedeeltelijk in anatomisch verband liggen en uit afzonderlijke beenderen van talrijke dieren van verschillende afmetingen. De schedel, de rest van het axiale skelet en de schoudergordel van AEHM 2/845 zijn bijna volledig en lagen in anatomisch verband. De graad van onderlinge samenhang van het skelet en het ontbreken van sporen van perthotaxische processen wijzen erop dat het kadaver snel in situ begraven werd voordat volledige ontbinding kon optreden, en dit binnen een periode van slechts enkele dagen na de dood. De horizontale oriëntatie van het skelet en de gelijkmatige fossilisatie tonen aan dat het dier in één keer begraven werd. Het plotse afglijden van sediment (bv. een modderstroom) kan het snelle begraven van zulk groot dier, en zelfs zijn dood, verklaren.
- Shantungosaurus giganteus-beenderlagen : De Shantungosaurus giganteus-beenderlagen zijn de grootste bekende beenderlagen met dinosauriërs ter wereld. Ze werden tijdens het Boven-Krijt afgezet in het gebied waar nu de stad Zhucheng ligt (Shandong Provincie, Oost-China). Een van de beenderlagen bevat meer dan 15.000 beenderen van minstens 55 gigantische hadrosauriërs van de soort Shantungosaurus giganteus.
- Tendaguru-formatie : massale beender-accumulaties in deze formatie werden eerst beschouwd als het gevolg van een plotse massale sterfte ten gevolge van verdrinking in een lagune. Maar Russell et al. (1980) lanceerden de hypothese dat deze uitgebreide bone beds het resultaat kunnen zijn van een concentratie van dieren in een steeds kleiner wordend foerageergebied gedurende een droogteperiode. Deze overbevolking leidde tot overexploitatie van het beschikbare voedsel en uiteindelijk tot massale sterfte. Talrijke beenderen die her en der verspreid lagen werden tijdens het op het droge seizoen volgende vochtige seizoen door stromend water geconcentreerd. Maar onderzoek van bepaalde veldgegevens zou dan weer wijzen op een graduele aanvoer en opstapeling van beenderen door watertransport in de getijdekanalen van een kustvlakte.